# Quốc lộ 100
Quốc lộ 100 là tuyến đường giao thông đường bộ nằm trong huyện Phong Thổ, tỉnh Lai Châu, Việt Nam.

## Lộ trình
Quốc lộ 100 có tổng chiều dài 20 km. Đi qua các xã: Hoang Thèn, Khổng Lào, Mường So thuộc huyện Phong Thổ và đạt tiêu chuẩn cấp IV miền núi. Điểm đầu tại ngã ba Nậm Cáy, Quốc lộ 12, xã Hoang Thèn. Điểm cuối tại ngã ba Mường So, Quốc lộ 4D, xã Mường So.

### Quản lý
Ngày 12 tháng 1 năm 2022, Bộ trưởng Bộ Giao thông Vận tải ban hành Quyết định số 39/QĐ-BGTVT về việc điều chuyển Quốc lộ 100 đoạn từ Km 0+000 đến Km 20+000 thuộc địa phận huyện Phong Thổ, tỉnh Lai Châu, có điểm đầu giao với Quốc lộ 12 và điểm cuối giao với Quốc lộ 4D thành đường địa phương và bàn giao Ủy ban nhân dân tỉnh Lai Châu quản lý, khai thác và bảo trì theo quy định.
Hiện tại, đoạn từ Km 0+00 – Km 16+050 đã được chuyển thành tỉnh lộ 130 và đoạn từ Km 16+050 – Km 20+000 đã được chuyển thành tỉnh lộ 132.